# Chuck Yagla
Charles Edward "Chuck" Yagla – amerykański zapaśnik walczący w stylu wolnym. Był członkiem kadry na igrzyska w Moskwie 1980, na które nie pojechał z powodu bojkotu.
Odpadł w eliminacjach mistrzostw świata w 1977 i 1979. Pierwszy w Pucharze Świata w 1979 i drugi w 1977. Wicemistrz świata juniorów w 1973 roku.
Zawodnik Columbus High School w Waterloo i University of Iowa. Trzy razy All American (1974-1976). Pierwszy w NCAA Division I w 1975 i 1976. Outstanding Wrestler w 1976 roku, trener.